# Maffei II

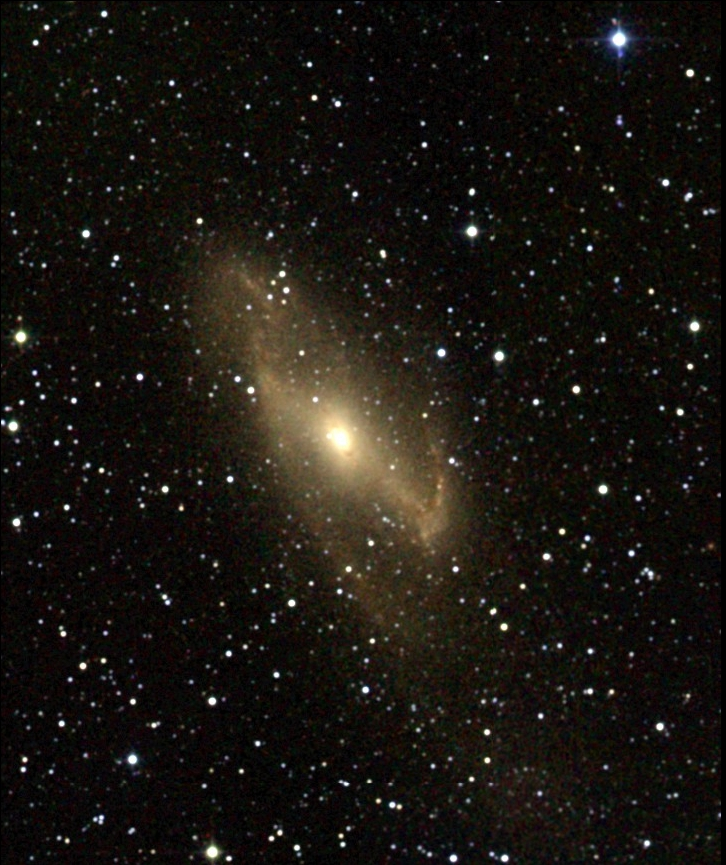
Spirální galaxie s příčkou Maffei II

Maffei II je velká spirální galaxie s příčkou v souhvězdí Kasiopeji patřící do Skupiny galaxií Maffei. Maffei 2 spolu s Maffei 1 objevil italský astronom Paolo Maffei v roce 1968 v infračerveném oboru spektra.